# Pardosa
Pardosa là một chi nhện trong họ Lycosidae. Đa số các loài sống ở châu Âu, một số ít loài gặp ở Hà Lan và Bỉ, loài nổi tiếng trong chi này là Pardosa pullata).

## Các loài
Các loài trong chi này gồm:
- Pardosa abagensis Ovtsharenko, 1979
- Pardosa aciculifera Chen, Song & Li, 2001
- Pardosa acorensis Simon, 1883
- Pardosa adustella (Roewer, 1951)
- Pardosa aenigmatica Tongiorgi, 1966
- Pardosa afflicta (Holmberg, 1876)
- Pardosa agrestis (Westring, 1861)
  - Pardosa agrestis purbeckensis F. O. P.-Cambridge, 1895
- Pardosa agricola (Thorell, 1856)
  - Pardosa agricola borussica (Dahl, 1908)
  - Pardosa agricola fucicola (Dahl, 1908)
- Pardosa alacris (C. L. Koch, 1833)
- Pardosa alasaniensis Mcheidze, 1997
- Pardosa albatula (Roewer, 1951)
- Pardosa alboannulata Yin et al., 1997
- Pardosa albomaculata Emerton, 1885
- Pardosa algens (Kulczynski, 1908)
- Pardosa algina (Chamberlin, 1916)
- Pardosa algoides Schenkel, 1963
- Pardosa alii Tikader, 1977
- Pardosa altamontis Chamberlin & Ivie, 1946
- Pardosa alticola Alderweireldt & Jocqué, 1992
- Pardosa altitudis Tikader & Malhotra, 1980
- Pardosa amacuzacensis Jiménez, 1983
- Pardosa amamiensis (Nakatsudi, 1943)
- Pardosa amazonia (Thorell, 1895)
- Pardosa amentata (Clerck, 1757)
- Pardosa amkhasensis Tikader & Malhotra, 1976
- Pardosa anchoroides Yu & Song, 1988
- Pardosa ancorifera Schenkel, 1936
- Pardosa anfibia Zapfe-Mann, 1979
- Pardosa angolensis (Roewer, 1959)
- Pardosa angusta Denis, 1956
- Pardosa angustifrons Caporiacco, 1941
- Pardosa anomala Gertsch, 1933
- Pardosa apostoli Barrion & Litsinger, 1995
- Pardosa aquatilis Schmidt & Krause, 1995
- Pardosa aquila Buchar & Thaler, 1998
- Pardosa arctica (Kulczynski, 1916)
- Pardosa astrigera L. Koch, 1878
- Pardosa atlantica Emerton, 1913
- Pardosa atomaria (C. L. Koch, 1847)
- Pardosa atrata (Thorell, 1873)
- Pardosa atronigra Song, 1995
- Pardosa atropalpis Gravely, 1924
- Pardosa atropos (L. Koch, 1878)
- Pardosa aurantipes (Strand, 1906)
- Pardosa azerifalcata Marusik, Guseinov & Koponen, 2003
- Pardosa baehrorum Kronestedt, 1999
- Pardosa balaghatensis Gajbe, 2004
- Pardosa baoshanensis Wang & Qiu, 1991
- Pardosa baraan Logunov & Marusik, 1995
- Pardosa bargaonensis Gajbe, 2004
- Pardosa basiri (Dyal, 1935)
- Pardosa bastarensis Gajbe, 2004
- Pardosa baxianensis Wang & Song, 1993
- Pardosa beijiangensis Hu & Wu, 1989
- Pardosa bellona Banks, 1898
- Pardosa benadira Caporiacco, 1940
- Pardosa bendamira Roewer, 1960
- Pardosa beringiana Dondale & Redner, 1987
- Pardosa bernensis (Lebert, 1877)
- Pardosa bidentata Franganillo, 1936
- Pardosa bifasciata (C. L. Koch, 1834)
- Pardosa birabeni Mello-Leitão, 1938
- Pardosa birmanica Simon, 1884
- Pardosa blanda (C. L. Koch, 1833)
- Pardosa bleyi (Dahl, 1908)
- Pardosa brevimetatarsis (Strand, 1907)
- Pardosa brevivulva Tanaka, 1975
- Pardosa brunellii Caporiacco, 1940
- Pardosa buchari Ovtsharenko, 1979
- Pardosa bucklei Kronestedt, 1975
- Pardosa bukukun Logunov & Marusik, 1995
- Pardosa burasantiensis Tikader & Malhotra, 1976
- Pardosa buriatica Sternbergs, 1979
- Pardosa californica Keyserling, 1887
- Pardosa caliraya Barrion & Litsinger, 1995
- Pardosa canalis F. O. P.-Cambridge, 1902
- Pardosa caucasica Ovtsharenko, 1979
- Pardosa cavannae Simon, 1881
- Pardosa cayennensis (Taczanowski, 1874)
- Pardosa cervina Schenkel, 1936
- Pardosa cervinopilosa Schenkel, 1936
- Pardosa chahraka Roewer, 1960
- Pardosa chambaensis Tikader & Malhotra, 1976
- Pardosa chapini (Fox, 1935)
- Pardosa chenbuensis Yin et al., 1997
- Pardosa chiapasiana Gertsch & Wallace, 1937
- Pardosa chindanda Roewer, 1960
- Pardosa chionophila L. Koch, 1879
- Pardosa cincta (Kulczynski, 1887)
- Pardosa cinerascens (Roewer, 1951)
- Pardosa clavipalpis Purcell, 1903
- Pardosa cluens Roewer, 1959
- Pardosa colchica Mcheidze, 1946
- Pardosa coloradensis Banks, 1894
- Pardosa completa (Roewer, 1959)
- Pardosa concinna (Thorell, 1877)
- Pardosa concolorata (Roewer, 1951)
- Pardosa condolens (O. P.-Cambridge, 1885)
- Pardosa confalonierii Caporiacco, 1928
- Pardosa confusa Kronestedt, 1988
- Pardosa consimilis Nosek, 1905
- Pardosa costrica Chamberlin & Ivie, 1942
- Pardosa crassipalpis Purcell, 1903
- Pardosa crassistyla Kronestedt, 1988
- Pardosa credula (O. P.-Cambridge, 1885)
- Pardosa cribrata Simon, 1876
  - Pardosa cribrata catalonica Simon, 1937
  - Pardosa cribrata roscai (Roewer, 1951)
- Pardosa cubana Bryant, 1940
- Pardosa dabiensis Chai & Yang, 1998
- Pardosa dagestana Buchar & Thaler, 1998
- Pardosa daisetsuensis Tanaka, 2005
- Pardosa dalkhaba Roewer, 1960
- Pardosa danica (Sørensen, 1904)
- Pardosa daqingshanica Tang, Urita & Song, 1994
- Pardosa darolii (Strand, 1906)
- Pardosa datongensis Yin, Peng & Kim, 1997
- Pardosa debolinae Majumder, 2004
- Pardosa delicatula Gertsch & Wallace, 1935
- Pardosa dentitegulum Yin et al., 1997
- Pardosa desolatula Gertsch & Davis, 1940
- Pardosa dilecta Banks, 1898
- Pardosa distincta (Blackwall, 1846)
- Pardosa diuturna Fox, 1937
- Pardosa donabila Roewer, 1955
- Pardosa dondalei Jiménez, 1986
- Pardosa dorsalis Banks, 1894
- Pardosa dorsuncata Lowrie & Dondale, 1981
- Pardosa dranensis Hogg, 1922
- Pardosa drenskii Buchar, 1968
- Pardosa dromaea (Thorell, 1878)
- Pardosa duplicata Saha, Biswas & Raychaudhuri, 1994
- Pardosa dzheminey Marusik, 1995
- Pardosa ecatli Jiménez, 1985
- Pardosa eiseni (Thorell, 1875)
- Pardosa ejusmodi (O. P.-Cambridge, 1872)
- Pardosa elegans (Thorell, 1875)
- Pardosa elegantula (Roewer, 1959)
- Pardosa enucleata Roewer, 1959
- Pardosa erupticia (Strand, 1913)
- Pardosa evanescens Alderweireldt & Jocqué, 2008
- Pardosa evelinae Wunderlich, 1984
- Pardosa falcata Schenkel, 1963
- Pardosa falcifera F. O. P.-Cambridge, 1902
- Pardosa falcula F. O. P.-Cambridge, 1902
- Pardosa fallax Barnes, 1959
- Pardosa fastosa (Keyserling, 1877)
  - Pardosa fastosa viota (Strand, 1914)
- Pardosa femoralis Simon, 1876
- Pardosa ferruginea (L. Koch, 1870)
- Pardosa flammula Mello-Leitão, 1945
- Pardosa flavida (O. P.-Cambridge, 1885)
- Pardosa flavipalpis F. O. P.-Cambridge, 1902
- Pardosa flavipes Hu, 2001
- Pardosa flavisterna Caporiacco, 1935
- Pardosa fletcheri (Gravely, 1924)
- Pardosa floridana (Banks, 1896)
- Pardosa fortunata (O. P.-Cambridge, 1885)
- Pardosa fulvipes (Collett, 1876)
- Pardosa furcifera (Thorell, 1875)
- Pardosa fuscosoma Wunderlich, 1992
- Pardosa fuscula (Thorell, 1875)
- Pardosa gastropicta Roewer, 1959
- Pardosa gefsana Roewer, 1959
- Pardosa gerhardti (Strand, 1922)
- Pardosa ghigii Caporiacco, 1932
- Pardosa ghourbanda Roewer, 1960
- Pardosa giebeli (Pavesi, 1873)
- Pardosa glabra Mello-Leitão, 1938
- Pardosa glacialis (Thorell, 1872)
- Pardosa golbagha Roewer, 1960
- Pardosa gopalai Patel & Reddy, 1993
- Pardosa gothicana Lowrie & Dondale, 1981
- Pardosa gracilenta (Lucas, 1846)
- Pardosa graminea Tanaka, 1985
- Pardosa groenlandica (Thorell, 1872)
- Pardosa guadalajarana Dondale & Redner, 1984
- Pardosa guerechka Roewer, 1960
- Pardosa gusarensis Marusik, Guseinov & Koponen, 2003
- Pardosa haibeiensis Yin et al., 1995
- Pardosa hamifera F. O. P.-Cambridge, 1902
- Pardosa hartmanni (Roewer, 1959)
- Pardosa hatanensis Urita, Tang & Song, 1993
- Pardosa haupti Song, 1995
- Pardosa hedini Schenkel, 1936
- Pardosa herbosa Jo & Paik, 1984
- Pardosa hetchi Chamberlin & Ivie, 1942
- Pardosa heterophthalma (Simon, 1898)
- Pardosa hohxilensis Song, 1995
- Pardosa hokkaido Tanaka & Suwa, 1986
- Pardosa hortensis (Thorell, 1872)
- Pardosa hydaspis Caporiacco, 1935
- Pardosa hyperborea (Thorell, 1872)
- Pardosa hypocrita (Simon, 1882)
- Pardosa ibex Buchar & Thaler, 1998
- Pardosa ilgunensis Nosek, 1905
- Pardosa incerta Nosek, 1905
- Pardosa indecora L. Koch, 1879
- Pardosa iniqua (O. P.-Cambridge, 1876)
- Pardosa injucunda (O. P.-Cambridge, 1876)
- Pardosa inopina (O. P.-Cambridge, 1876)
- Pardosa inquieta (O. P.-Cambridge, 1876)
- Pardosa intermedia (Bösenberg, 1903)
- Pardosa invenusta (C. L. Koch, 1837)
- Pardosa irretita Simon, 1886
- Pardosa irriensis Barrion & Litsinger, 1995
- Pardosa isago Tanaka, 1977
- Pardosa italica Tongiorgi, 1966
  - Pardosa italica valenta Zyuzin, 1976
- Pardosa izabella Chamberlin & Ivie, 1942
- Pardosa jabalpurensis Gajbe & Gajbe, 1999
- Pardosa jaikensis Ponomarev, 2007
- Pardosa jambaruensis Tanaka, 1990
- Pardosa jartica Urita, Tang & Song, 1993
- Pardosa jaundea (Roewer, 1960)
- Pardosa jeniseica Eskov & Marusik, 1995
- Pardosa jergeniensis Ponomarev, 1979
- Pardosa jinpingensis Yin et al., 1997
- Pardosa josemitensis (Strand, 1908)
- Pardosa kalpiensis Gajbe, 2004
- Pardosa karagonis (Strand, 1913)
  - Pardosa karagonis nivicola Lessert, 1926
- Pardosa katangana Roewer, 1959
- Pardosa kavango Alderweireldt & Jocqué, 1992
- Pardosa knappi Dondale, 2007
- Pardosa kondeana Roewer, 1959
- Pardosa kratochvili (Kolosváry, 1934)
- Pardosa krausi (Roewer, 1959)
- Pardosa kronestedti Song, Zhang & Zhu, 2002
- Pardosa kupupa (Tikader, 1970)
- Pardosa labradorensis (Thorell, 1875)
- Pardosa laciniata Song & Haupt, 1995
- Pardosa laetabunda (Spassky, 1941)
- Pardosa laevitarsis Tanaka & Suwa, 1986
- Pardosa lahorensis Dyal, 1935
- Pardosa laidlawi Simon, 1901
- Pardosa lapidicina Emerton, 1885
- Pardosa lapponica (Thorell, 1872)
- Pardosa lasciva L. Koch, 1879
- Pardosa laura Karsch, 1879
- Pardosa lawrencei Roewer, 1959
- Pardosa leipoldti Purcell, 1903
- Pardosa leprevosti Mello-Leitão, 1947
- Pardosa leucopalpis Gravely, 1924
- Pardosa limata Roewer, 1959
- Pardosa lineata F. O. P.-Cambridge, 1902
- Pardosa linguata F. O. P.-Cambridge, 1902
- Pardosa littoralis Banks, 1896
- Pardosa lombokibia (Strand, 1915)
- Pardosa longionycha Yin et al., 1995
- Pardosa longisepta Chen & Song, 2002
- Pardosa longivulva F. O. P.-Cambridge, 1902
- Pardosa lowriei Kronestedt, 1975
- Pardosa luctinosa Simon, 1876
  - Pardosa luctinosa etsinensis Schenkel, 1963
  - Pardosa luctinosa marina (Kolosváry, 1940)
- Pardosa ludia (Thorell, 1895)
- Pardosa lugubris (Walckenaer, 1802)
- Pardosa lurida Roewer, 1959
- Pardosa lusingana Roewer, 1959
- Pardosa lycosina Purcell, 1903
- Pardosa lycosinella Lawrence, 1927
- Pardosa lyrata (Odenwall, 1901)
- Pardosa lyrifera Schenkel, 1936
- Pardosa lyrivulva (Bösenberg & Strand, 1906)
- Pardosa mabinii Barrion & Litsinger, 1995
- Pardosa mabweana Roewer, 1959
- Pardosa mackenziana (Keyserling, 1877)
- Pardosa maculata Franganillo, 1931
- Pardosa maculatipes (Keyserling, 1887)
- Pardosa maimaneha Roewer, 1960
- Pardosa maisa Hippa & Mannila, 1982
- Pardosa manicata Thorell, 1899
- Pardosa manubriata Simon, 1898
- Pardosa marchei Simon, 1890
- Pardosa marialuisae Dondale & Redner, 1984
- Pardosa martensi Buchar, 1978
- Pardosa martinii (Pavesi, 1883)
- Pardosa masareyi Mello-Leitão, 1939
- Pardosa masurae Esyunin & Efimik, 1998
- Pardosa mayana Dondale & Redner, 1984
- Pardosa medialis Banks, 1898
- Pardosa mendicans (Simon, 1882)
- Pardosa mercurialis Montgomery, 1904
- Pardosa messingerae (Strand, 1916)
- Pardosa metlakatla Emerton, 1917
- Pardosa milvina (Hentz, 1844)
- Pardosa minuta Tikader & Malhotra, 1976
- Pardosa mionebulosa Yin et al., 1997
- Pardosa miquanensis Yin et al., 1994
- Pardosa mira Caporiacco, 1941
- Pardosa mixta (Kulczynski, 1887)
- Pardosa modica (Blackwall, 1846)
- Pardosa moesta Banks, 1892
- Pardosa mongolica Kulczynski, 1901
- Pardosa montgomeryi Gertsch, 1934
- Pardosa monticola (Clerck, 1757)
  - Pardosa monticola ambigua Simon, 1937
  - Pardosa monticola minima Simon, 1876
  - Pardosa monticola pseudosaltuaria Simon, 1937
- Pardosa mordagica Tang, Urita & Song, 1995
- Pardosa morosa (L. Koch, 1870)
- Pardosa mtugensis (Strand, 1908)
- Pardosa mubalea Roewer, 1959
- Pardosa mukundi Tikader & Malhotra, 1980
- Pardosa mulaiki Gertsch, 1934
- Pardosa multivaga Simon, 1880
- Pardosa muzkolica Kononenko, 1978
- Pardosa mysorensis (Tikader & Mukerji, 1971)
- Pardosa naevia (L. Koch, 1875)
- Pardosa naevioides (Strand, 1916)
- Pardosa nanica Mello-Leitão, 1941
- Pardosa nanyuensis Yin et al., 1995
- Pardosa narymica Savelyeva, 1972
- Pardosa nebulosa (Thorell, 1872)
  - Pardosa nebulosa orientalis (Kroneberg, 1875)
- Pardosa nenilini Marusik, 1995
- Pardosa nesiotis (Thorell, 1878)
- Pardosa nicobarica (Thorell, 1891)
- Pardosa nigra (C. L. Koch, 1834)
- Pardosa nigriceps (Thorell, 1856)
- Pardosa ninigoriensis Mcheidze, 1997
- Pardosa nojimai Tanaka, 1998
- Pardosa nordicolens Chamberlin & Ivie, 1947
- Pardosa nostrorum Alderweireldt & Jocqué, 1992
- Pardosa novitatis (Strand, 1906)
- Pardosa oakleyi Gravely, 1924
- Pardosa obscuripes Simon, 1909
- Pardosa observans (O. P.-Cambridge, 1876)
- Pardosa occidentalis Simon, 1881
- Pardosa odenwalli Sternbergs, 1979
- Pardosa oksalai Marusik, Hippa & Koponen, 1996
- Pardosa oljunae Lobanova, 1978
- Pardosa olympica Tongiorgi, 1966
- Pardosa oncka Lawrence, 1927
- Pardosa ontariensis Gertsch, 1933
- Pardosa orcchaensis Gajbe, 2004
- Pardosa orealis Buchar, 1984
- Pardosa oreophila Simon, 1937
- Pardosa oriens (Chamberlin, 1924)
- Pardosa orophila Gertsch, 1933
- Pardosa orthodox Chamberlin, 1924
- Pardosa ourayensis Gertsch, 1933
- Pardosa ovambica Roewer, 1959
- Pardosa pacata Fox, 1937
- Pardosa pahalanga Barrion & Litsinger, 1995
- Pardosa paleata Alderweireldt & Jocqué, 1992
- Pardosa palliclava (Strand, 1907)
- Pardosa paludicola (Clerck, 1757)
- Pardosa palustris (Linnaeus, 1758)
  - Pardosa palustris islandica (Strand, 1906)
- Pardosa papilionaca Chen & Song, 2003
- Pardosa paracolchica Zyuzin & Logunov, 2000
- Pardosa paralapponica Schenkel, 1963
- Pardosa paramushirensis (Nakatsudi, 1937)
- Pardosa paratesquorum Schenkel, 1963
- Pardosa partita Simon, 1885
- Pardosa parvula Banks, 1904
- Pardosa passibilis (O. P.-Cambridge, 1885)
- Pardosa patapatensis Barrion & Litsinger, 1995
- Pardosa pauxilla Montgomery, 1904
- Pardosa pedia Dondale, 2007
- Pardosa pertinax von Helversen, 2000
- Pardosa petrunkevitchi Gertsch, 1934
- Pardosa pexa Hickman, 1944
- Pardosa pinangensis (Thorell, 1890)
- Pardosa pirkuliensis Zyuzin & Logunov, 2000
- Pardosa plagula F. O. P.-Cambridge, 1902
- Pardosa plumipedata (Roewer, 1951)
- Pardosa plumipes (Thorell, 1875)
- Pardosa podhorskii (Kulczynski, 1907)
- Pardosa poecila (Herman, 1879)
- Pardosa pontica (Thorell, 1875)
- Pardosa porpaensis Gajbe, 2004
- Pardosa portoricensis Banks, 1901
- Pardosa potamophila Lawrence, 1927
- Pardosa praepes Simon, 1886
- Pardosa prativaga (L. Koch, 1870)
  - Pardosa prativaga scoparia Simon, 1937
- Pardosa procurva Yu & Song, 1988
- Pardosa profuga (Herman, 1879)
- Pardosa prolifica F. O. P.-Cambridge, 1902
- Pardosa prosaica Chamberlin & Ivie, 1947
- Pardosa proxima (C. L. Koch, 1847)
  - Pardosa proxima annulatoides (Strand, 1915)
  - Pardosa proxima antoni (Strand, 1915)
  - Pardosa proxima poetica Simon, 1876
- Pardosa psammodes (Thorell, 1887)
- Pardosa pseudoannulata (Bösenberg & Strand, 1906)
- Pardosa pseudokaragonis (Strand, 1913)
- Pardosa pseudolapponica Marusik, 1995
- Pardosa pseudomixta Marusik & Fritzén, 2009
- Pardosa pseudostrigillata Tongiorgi, 1966
- Pardosa pseudotorrentum Miller & Buchar, 1972
- Pardosa pullata (Clerck, 1757)
  - Pardosa pullata jugorum Simon, 1937
- Pardosa pumilio Roewer, 1959
- Pardosa pusiola (Thorell, 1891)
- Pardosa pyrenaica Kronestedt, 2007
- Pardosa qingzangensis Hu, 2001
- Pardosa qinhaiensis Yin et al., 1995
- Pardosa qionghuai Yin et al., 1995
- Pardosa rabulana (Thorell, 1890)
- Pardosa rainieriana Lowrie & Dondale, 1981
- Pardosa ramulosa (McCook, 1894)
- Pardosa ranjani Gajbe, 2004
- Pardosa rara (Keyserling, 1891)
- Pardosa rascheri (Dahl, 1908)
- Pardosa rhenockensis (Tikader, 1970)
- Pardosa rhombisepta Roewer, 1960
- Pardosa riparia (C. L. Koch, 1833)
- Pardosa riveti Berland, 1913
- Pardosa roeweri Schenkel, 1963
- Pardosa royi Biswas & Raychaudhuri, 2003
- Pardosa ruanda (Strand, 1913)
- Pardosa rudis Yin et al., 1995
- Pardosa rugegensis (Strand, 1913)
- Pardosa sagei Gertsch & Wallace, 1937
- Pardosa saltans Töpfer-Hofmann, 2000
- Pardosa saltonia Dondale & Redner, 1984
- Pardosa saltuaria (L. Koch, 1870)
- Pardosa saltuarides (Strand, 1908)
- Pardosa sangzhiensis Yin et al., 1995
- Pardosa sanmenensis Yu & Song, 1988
- Pardosa santamaria Barrion & Litsinger, 1995
- Pardosa saturatior Simon, 1937
- Pardosa saxatilis (Hentz, 1844)
- Pardosa schenkeli Lessert, 1904
- Pardosa schreineri Purcell, 1903
- Pardosa schubotzi (Strand, 1913)
- Pardosa selengensis (Odenwall, 1901)
- Pardosa semicana Simon, 1885
- Pardosa septentrionalis (Westring, 1861)
- Pardosa serena (L. Koch, 1875)
- Pardosa shuangjiangensis Yin et al., 1997
- Pardosa shugangensis Yin, Bao & Peng, 1997
- Pardosa shyamae (Tikader, 1970)
- Pardosa sibiniformis Tang, Urita & Song, 1995
- Pardosa sichuanensis Yu & Song, 1991
- Pardosa sierra Banks, 1898
- Pardosa silvarum Hu, 2001
- Pardosa sinensis Yin et al., 1995
- Pardosa sinistra (Thorell, 1877)
- Pardosa soccata Yu & Song, 1988
- Pardosa socorroensis Jiménez, 1991
- Pardosa sodalis Holm, 1970
- Pardosa songosa Tikader & Malhotra, 1976
- Pardosa sordidata (Thorell, 1875)
- Pardosa sordidecolorata (Strand, 1906)
- Pardosa sowerbyi Hogg, 1912
- Pardosa sphagnicola (Dahl, 1908)
- Pardosa stellata (O. P.-Cambridge, 1885)
- Pardosa sternalis (Thorell, 1877)
- Pardosa steva Lowrie & Gertsch, 1955
- Pardosa straeleni Roewer, 1959
- Pardosa strandembriki Caporiacco, 1949
- Pardosa strena Yu & Song, 1988
- Pardosa strigata Yu & Song, 1988
- Pardosa strix (Holmberg, 1876)
- Pardosa subalpina Schenkel, 1918
- Pardosa subanchoroides Wang & Song, 1993
- Pardosa subhadrae Patel & Reddy, 1993
- Pardosa subproximella (Strand, 1906)
- Pardosa subsordidatula (Strand, 1915)
- Pardosa suchismitae Majumder, 2004
- Pardosa sumatrana (Thorell, 1890)
- Pardosa sutherlandi (Gravely, 1924)
- Pardosa suwai Tanaka, 1985
- Pardosa taczanowskii (Thorell, 1875)
- Pardosa takahashii (Saito, 1936)
- Pardosa tangana Roewer, 1959
- Pardosa tappaensis Gajbe, 2004
- Pardosa tasevi Buchar, 1968
- Pardosa tatarica (Thorell, 1875)
  - Pardosa tatarica ligurica Simon, 1937
  - Pardosa tatarica saturiator Caporiacco, 1948
- Pardosa tenasserimensis (Thorell, 1895)
- Pardosa tenera Thorell, 1899
- Pardosa tenuipes L. Koch, 1882
- Pardosa tesquorum (Odenwall, 1901)
- Pardosa tesquorumoides Song & Yu, 1990
- Pardosa tetonensis Gertsch, 1933
- Pardosa thalassia (Thorell, 1891)
- Pardosa thompsoni Alderweireldt & Jocqué, 1992
- Pardosa thorelli (Collett, 1876)
- Pardosa tikaderi Arora & Monga, 1994
- Pardosa timidula (Roewer, 1951)
- Pardosa torrentum Simon, 1876
  - Pardosa torrentum integra Denis, 1950
- Pardosa trailli (O. P.-Cambridge, 1873)
- Pardosa tricuspidata Tullgren, 1905
- Pardosa tridentis Caporiacco, 1935
- Pardosa trifoveata (Strand, 1907)
- Pardosa tristicella (Roewer, 1951)
- Pardosa tristiculella (Roewer, 1951)
- Pardosa tristis (Thorell, 1877)
- Pardosa tschekiangiensis Schenkel, 1963
- Pardosa tumida Barnes, 1959
- Pardosa tuoba Chamberlin, 1919
- Pardosa turkestanica (Roewer, 1951)
- Pardosa tyshchenkoi Zyuzin & Marusik, 1989
- Pardosa uiensis Esyunin, 1996
- Pardosa uintana Gertsch, 1933
- Pardosa umtalica Purcell, 1903
- Pardosa uncata (Thorell, 1877)
- Pardosa uncifera Schenkel, 1963
- Pardosa unguifera F. O. P.-Cambridge, 1902
- Pardosa upembensis (Roewer, 1959)
- Pardosa utahensis Chamberlin, 1919
- Pardosa vadosa Barnes, 1959
- Pardosa vagula (Thorell, 1890)
- Pardosa valens Barnes, 1959
- Pardosa valida Banks, 1893
- Pardosa vancouveri Emerton, 1917
- Pardosa vatovae Caporiacco, 1940
- Pardosa verticillifer (Strand, 1906)
- Pardosa vindex (O. P.-Cambridge, 1885)
- Pardosa vindicata (O. P.-Cambridge, 1885)
- Pardosa vinsoni (Roewer, 1951)
- Pardosa virgata Kulczynski, 1901
- Pardosa vittata (Keyserling, 1863)
- Pardosa vlijmi den Hollander & Dijkstra, 1974
- Pardosa vogelae Kronestedt, 1993
- Pardosa v-signata Soares & Camargo, 1948
- Pardosa vulvitecta Schenkel, 1936
- Pardosa wagleri (Hahn, 1822)
  - Pardosa wagleri atra (Giebel, 1869)
- Pardosa warayensis Barrion & Litsinger, 1995
- Pardosa wasatchensis Gertsch, 1933
- Pardosa wuyiensis Yu & Song, 1988
- Pardosa wyuta Gertsch, 1934
- Pardosa xerampelina (Keyserling, 1877)
- Pardosa xerophila Vogel, 1964
- Pardosa xinjiangensis Hu & Wu, 1989
- Pardosa yadongensis Hu & Li, 1987
- Pardosa yaginumai Tanaka, 1977
- Pardosa yamanoi Tanaka & Suwa, 1986
- Pardosa yavapa Chamberlin, 1925
- Pardosa zhangi Song & Haupt, 1995
- Pardosa zhanjiangensis Yin et al., 1995
- Pardosa zhui Yu & Song, 1988
- Pardosa zionis Chamberlin & Ivie, 1942
- Pardosa zorimorpha (Strand, 1907)
- Pardosa zuojiani Song & Haupt, 1995

## Các loài ở châu Âu
Các loài sau sống ở châu Âu:
- Pardosa lugubris
- Pardosa hortensis
- Pardosa palustris
- Pardosa pullata
- Pardosa nigriceps
- Pardosa prativaga
- Pardosa agricola
- Pardosa purbeckensis
- Pardosa agrestis
- Pardosa armentata
- Pardosa sphagnicola
- Pardosa paludicola
- Pardosa proxima
- Pardosa monticola